# ミス・マープル (1980年代のテレビシリーズ)
『ミス・マープル』（原題：Miss Marple）は、ミス・マープルを主人公とするアガサ・クリスティの推理小説を原作とするイギリスのテレビシリーズ。ミス・マープルをジョーン・ヒクソンが演じている。 1984年12月から1992年12月まで、BBC Oneで放映された。ミス・マープル・シリーズの小説12作すべてが描かれている。脚本はトレバー・ボーウェン、ジュリア ジョーンズ、アラン プラター、ケン テイラー、ジル ハイムによって書かれ、ガイ・スレーターらによって製作された。シリーズ30周年を迎えた2014年にブルーレイディスクも発売されている。

## キャスト

### レギュラー、リカーリング
- ジェーン・マープル: ジョーン・ヒクソン（英語版）（声：山岡久乃〈追加収録：京田尚子〉） - 村に住む女性。人間観察の豊かな経験から事件の真相を突き止める。
- スラック警部（後に警視）: デヴィッド・ホロヴィッチ（英語版） - 原作では『牧師館の殺人』と『書斎の死体』にしか登場しないが、本テレビシリーズでは多くの事件を担当する。上司がミス・マープルを推薦するのでしかたなく彼女の話を聞くが、回を追うにしたがって、やがては彼女の力を認めるようになる。マープルは彼のことを「ディーゼル機関車のような人だ。見かけは悪いけど性能は良い」と評している[1]。
- レイク巡査（後に巡査部長）: イアン・ブリンブル - スラック刑事の同僚。
- レイモンド・ウェスト: デヴィッド・マカリスター（英語版）、トレバー・ボーエン（英語版） - ミス・マープルの甥（『スリーピング・マーダー』『カリブ海の秘密』『鏡は横にひび割れて』）
- クラドック警部: ジョン・キャッスル（英語版） - （『予告殺人』と『鏡は横にひび割れて』）
- ドリー・バントリー: グウェン・ワトフォード（英語版） - ミス・マープルの友人（『書斎の死体』『鏡は横にひび割れて』）
- ホウズ牧師: クリストファー・グッド（英語版） - セント・メアリー・ミードの牧師（『牧師館の殺人』と『鏡は横にひび割れて』）
- ジェイソン・ラフィール: フランク・ガトリフ（英語版）、ドナルド・プレザンス - 大富豪（『復讐の女神』『カリブ海の秘密』）

## エピソード

### シーズン1
| | タイトル                              | 初回放送日           | 通算放送回 | 製作                 |
| --- | ------------------------------------- | -------------------- | ---------- | -------------------- |
| 第1話 | 書斎の死体 The Body in the Library    | 1984年12月26-28日    | 第1-3回    | ガイ・スレーター     |
| バントリー大佐の自宅の書斎で、見知らぬ若い女性の死体が発見される。バントリー夫人は友人のミス・マープルを呼び、マープルは関係者を観察する。捜査を指揮するスラック警部（デビッド・ホロビッチ）は、被害者が近くのホテルでダンサーをしていたことや、ホテルに滞在する大富豪の老人コンウェイ・ジェファーソン（アンドリュー・クルックシャンク）が被害者を養女にしようとしていたことを知り、遺産相続が動機に関係しているのではないかと疑う。 ゲスト：モレー・ワトソン（バントリー大佐）、グウェン・ワトフォード（バントリー夫人）、ヴァレンタイン・ダイアル（ロリマー）、フレデリック・イェーガー（メルチェット大佐）、アンドリュー・クルックシャンク（コンウェイ・ジェファーソン）、ジェス・コンラッド（レイモンド・スター）、トゥルーディ・スタイラー（ジョシー・ターナー）、レイモンド・フランシス（ヘンリー・クリザーリング卿）、キアラン・マッデン（アデレード・ジェファーソン）、デヴィッド・ホロヴィッチ（スラック警部）、イアン・ブリンブル（レイク警部補）、ほか |                                       |                      |            |                      |
| 第2話 | 動く指 The Moving Finger              | 1985年2月21,22日     | 第4,5回    | ガイ・スレーター     |
| 小さな村に若い兄妹ジェリーとジョアンナが引っ越してくる。その村では、謎の脅迫状がときおり住民の何人かに送られており、牧師の妻モードは友人のミス・マープルを招いて調査を頼む。するとしばらくして、村に住む弁護士シミントンの妻がベッドで服毒死しているのが発見される。警察は自殺と判断するが、マープルはそこに不自然さを感じ、弁護士一家や医師グリフィス夫妻などの関係者にヒアリングしていく。 ゲスト：アンドリュー・ビックネル（兄ジェリー・バートン）、サビーナ・フランクリン（妹ジョアンナ・バートン）、マイケル・カルバー（エドワード・シンミントン弁護士）、エリザベス・カウンセル（妻アンジェラ・シンミントン）、デボラ・アップルビー（娘ミーガン・ハンター）、ジョン・アーネット（ガイ・カルスロップ牧師）、ディリス・ハムレット（妻モード・カルスロップ）、マーティン・フィスク（オーウェン・グリフィス医師）、サンドラ・ペイン（妻エリル・グリフィス）、ジュリエット・ウェイリー（召使いベアトリス）、ほか                                                 |                                       |                      |            |                      |
| 第3話 | 予告殺人 A Murder Is Announced        | 1985年2月28日-3月2日 | 第6-8回    | ガイ・スレーター     |
| ある日、村の新聞に「殺人お知らせ申し上げます…10月29日金曜日、午後6時30分よりリトル・パドックス館にて、…」という告知が掲載され、好奇心で集まった村人たちの目の前で実際に殺人事件が発生する。 ゲスト：アーシュラ・ハウエルズ（館の主人レティシア）、ルネ・アッシャーソン（同居人ドラ）、サマンサ・ボンド（同居人ジュリア）、サイモン・シェパード（ジュリアの兄パトリック）、ニコラ・キング（同居人フィリッパ）、マシュー・ソロン（隣人エドマンド）、パオラ・ディオニソッティ（隣人ヒンチクリフ）、ジョーン・シムズ（隣人マルガトロイド）、シルヴィア・シムズ（イースターブルック夫人）、イレイン・アイヴス＝キャメロン（料理人ハナ）、ジョン・キャッスル（クラドック警部） |                                       |                      |            |                      |
| 第4話 | ポケットにライ麦を A Pocketful of Rye | 1985年3月7,8日       | 第9,10回   | ジョージ・ガラッチョ |
| 実業家がある日突然オフィスで苦しみだして死亡する。ポケットの中からライ麦が発見され、ミス・マープルは童謡が関係あるのではないかと疑う。 ゲスト：ティモシー・ウェスト（被害者レックス・フォーテスキュー）、クライヴ・メリソン（長男パーシバル）、レイチェル・ベル（パーシバルの妻ジェニファー）、ピーター・デイヴィソン（次男ランス）、ステイシー・ドーニング（レックスの妻アデル）、マーティン・スタンブリッジ（アデルの愛人）、トム・ウィルキンソン（ニーレ警部） |                                       |                      |            |                      |

### シーズン2
| | タイトル                                  | 初回放送日            | 通算放送回 | 製作                 |
| --- | ----------------------------------------- | --------------------- | ---------- | -------------------- |
| 第5話 | 牧師館の殺人 The Murder at the Vicarage   | 1986年12月25日        | 第11回     | ジョージ・ガラッチョ |
| セント・メアリー・ミード村の牧師館の書斎で、地元の名士の死体が見つかる。スラック警部とミス・マープルが犯人を推理するが、この名士は敵が多かったので容疑者が多い。 ゲスト：ポール・エディントン（クレメント牧師）、シェリル・キャンベル（クレメント夫人）、ロバート・ラング（被害者プロテロー大佐）、ポーリー・アダムス（プロテロー夫人）、タラ・マクガウラン（大佐の娘レティス）、ジェームズ・ヘーゼルダイン（画家レディング）、クリストファー・グッド（副牧師ホウズ）、ノーマ・ウエスト（レストレンジ夫人）、マイケル・ブラウニング（ヘイドック医師）、デヴィッド・ホロヴィッチ（スラック警部）、イアン・ブリンブル（レイク巡査部長） |                                           |                       |            |                      |
| 第6話 | スリーピング・マーダー Sleeping Murder    | 1987年1月11,18日      | 第12,13回  | ジョージ・ガラッチョ |
| 新婚のグエンダ・リードは、新居を求めて夫ジャイルズより一足先にニュージーランドからイングランドを訪れる。そしてディルマスで見つけたヴィクトリア朝風の家、ヒルサイド荘を一目で気に入ったグエンダは、早速その家を購入し改装を始める。しかし、初めての家のはずなのに、石段、居間から食堂へ通じるドアなど、なぜか隅々まで知りつくしているような思いにとらわれ不安を感じ始める。 ゲスト：ジェラルディン・アレキサンダー（新妻グウェンダ・リード）、ジョン・モルダー・ブラウン（夫ジャイルズ）、フレデリック・トレビス（ジェームズ・ケネディ医師）、テレンス・ハーディマン（弁護士ウォルター・フェーン）、ジョン・ベネット（退役少佐リチャード・アースキン）、ジェラルディン・ニューマン（アースキン夫人）、ジャック・ワトソン（庭師フォスター）、ジーン・ヘイウッド（元料理人イーディス）、ピーター・スプラッゴン（ラスト警部）、デビッド・マクアリスター（マープルの甥レイモンド）                                                              |                                           |                       |            |                      |
| 第7話 | バートラム・ホテルにて At Bertram's Hotel | 1987年1月25日、2月1日 | 第14,15回  | ジョージ・ガラッチョ |
| ロンドンの老舗ホテルバートラムに滞在するミス・マープルは、そこに集う特徴的な人々の行動を観察する。冒険家ベス・セジウィックと娘のエルヴィラ、その二人と密会するレーサーのマリノフスキー、ベスとかつて交際していた様子のドアマン、物忘れの激しいペニーファーザー牧師。ある日その牧師が行方不明になり、後に無事見つかるが途中の記憶が無い。しかしその日は列車強盗があり、その列車で牧師が目撃されていた。 ゲスト：キャロライン・ブラキストン（冒険家ベス・セジウィック）、ヘレナ・ミッシェル（ベスの娘エルヴィラ・ブレイク）、ジョアン・グリーンウッド（マープルの友人セリーナ・ヘイジー）、ロバート・レイノルズ（レーサーのラディスラウス・マリノフスキー）、プレストン・ロックウッド（ペニーファーザー牧師）、ジェームズ・コシンス（エルヴィラの後見人ラスコム大佐）、ブライアン・マクグラス（ドアマンのマイケル・ゴーマン）、ジョージ・ベーカー（フレッド・デイヴィ主任警部）                                                              |                                           |                       |            |                      |
| 第8話 | 復讐の女神 Nemesis                        | 1987年2月8,15日       | 第16,17回  | ジョージ・ガラッチョ |
| ミス・マープルは、死去した富豪ジェイソン・ラフィールが生前に残したメッセージにしたがい、甥のラファエルを伴って史跡巡りのバスツアーに参加する。ラフィールは彼女を『復讐の女神』と呼び、何かの真相を暴いてほしいという目的のようであるが、それが何なのかが不明である。やがてツアーはラフィールの屋敷のあるアビー・デューシス村を訪れる。そこでツアー客の一人の頭上に彫像が落下する。 ゲスト：ピーター・ティルベリ（マープルの甥ライオネル）、フランク・ガトリフ（富豪ラフィール）、ブルース・ペイン（ラフィールの息子マイケル）、ヘレン・チェリー（元校長エリザベス・テンプル）、ジョアンナ・ホール（添乗員マッジ）、ジョン・ホースリー（犯罪心理学のワンステッド教授）、ジェーン・ブッカー（ツアー客クック）、アリソン・スキルベック（ツアー客バロー）、マーガレット・タイザック（ヴェリティの名付け親クロチルド・ブラッドベリ-・スコット）、ヴァレリー・ラッシュ（クロチルドの妹ラヴィニア）、アンナ・クロッパー（クロチルドの妹アンシア） |                                           |                       |            |                      |

### シーズン2以降
以下は各年のクリスマス番組として放送された。
| | タイトル                                                | 初回放送日     | 通算放送回 | 製作                 |
| --- | ------------------------------------------------------- | -------------- | ---------- | -------------------- |
| 第9話 | パディントン発4時50分 4.50 from Paddington              | 1987年12月25日 | 第18回     | ジョージ・ガラッチョ |
| マギリカディ夫人はある日の午後4時50分にロンドン・パディントン駅を出発する列車に乗車した。途中でうとうとして、ふと車窓の外を見ると、隣の線路を同じ方向に進む汽車が並走しており、その窓のひとつのブラインドが跳ね上がり、女が男に首を締められているところを目撃してしまう。男は後ろを向いていて顔が見えない。マギリカディ夫人は列車を降りると駅員や警官に事情を話すが、鉄道からも沿線からも事件らしき情報は何も無い。マギリカディ夫人の訴えを聞いたミス・マープルは、自分で汽車に乗って周辺環境を調べ、車内から死体を投げ捨てるならクラッケンソープ氏が所有する邸宅ラザフォード・ホールの敷地周辺だろうと目をつけ、この邸宅に知り合いの家政婦ルーシーを送り込む。 ゲスト：モナ・ブルース（友人マギリカディ夫人）、ジル・ミーガー（家政婦ルーシー・アイルズバロウ）、モーリス・デナム（当主ルーサー・クラッケンソープ）、ジョアンナ・デヴィッド（長女エマ・クラッケンソープ）、アンドリュー・バート（クインパー医師）、ジョン・ハラム（次男セドリック・クラッケンソープ）、デービッド・ビームズ（次女の夫ブライアン・イーストリー）、バーナード・ブラウン（三男ハロルド・クラッケンソープ）、ジュリエット・モール（バレエダンサーのアンナ・ストラビンスカ）、デヴィッド・ホロヴィッチ（スラック警部）、デヴィッド・ウォラー（ダッカム警部補） |                                                         |                |            |                      |
| 第10話 | カリブ海の秘密 A Caribbean Mystery                      | 1989年12月25日 | 第19回     | ジョージ・ガラッチョ |
| ミス・マープルは静養を兼ねてカリブ海の島を訪ねる。その島のホテルには様々な人が宿泊しており、マープルはお喋りなパルグレイブ少佐にしばしば捕まってしまう。しかしあるとき彼は「妻を二人も殺して捕まらずにいる男を知っている」と言い出してマープルの興味を引き、その明くる朝に死亡しているところを発見される。マープルは生前の彼の様子を思い出しながら犯人を探す。 ゲスト：ドナルド・プレザンス（実業家ラフィエル）、ソフィー・ワード（ホテルオーナーのモリー・ケンダル）、エイドリアン・ルキス（モリーの夫ティム）、T.P.マッケナ（グラハム医師）、マイケル・フィースト（客エドワード・ヒリングドン）、シーラ・ラスキン（ヒリングドン夫人）、フランク・ミドルマス（客パルグレイブ少佐）、ロバート・スワン（客グレッグ・ダイソン）、スー・ロイド（ダイソン夫人）、バーバラ・バーンズ（秘書エスター・ウォルターズ）、スティーブン・ベント（マッサージ師ジャクソン）、ヴァレリー・ブキャナン（メイドのヴィクトリア）、ジョセフ・マイデル（ウェストン警部補）、T.R.ボーエン（甥レイモンド） |                                                         |                |            |                      |
| 第11話 | 魔術の殺人 They Do It with Mirrors                      | 1991年12月29日 | 第20回     | ジョージ・ガラッチョ |
| ミス・マープルはロンドンで若い頃からの友人ルースから相談を受ける。妹が心配だから見に行ってほしいというのだ。マープルは引き受けて妹キャリールイーズの住む屋敷を訪れる。ルースとキャリールイーズの姉妹は合わせて6回も結婚したことから、彼女らの周りには家族がたくさんいる。キャリールイーズの現在の（3番目の）夫は、屋敷で非行少年の更生施設を運営している。ある日その屋敷に彼女の義理の息子クリスチャンが訪れ、射殺されてしまう。 ゲスト：ジーン・シモンズ（屋敷の女主人キャリールイーズ・セロコールド）、ジョス・アクランド（キャリールイーズの夫ルイス）、フェイス・ブルック（キャリールイーズの姉ルース）、ホリー・エアード（キャリールイーズの孫ジーナ）、ジョン・ボット（キャリールイーズの義理の息子クリスチャン）、クリストファー・ヴィリアーズ（キャリールイーズの義理の息子アレックス）、ジリアン・バージ（キャリールイーズの娘ミルドレッド）、ニール・スウェッテナム（使用人エドガー）、デヴィッド・ホロヴィッチ（スラック警部）、イアン・ブリンブル（レイク巡査部長） |                                                         |                |            |                      |
| 第12話 | 鏡は横にひび割れて The Mirror Crack'd from Side to Side | 1992年12月27日 | 第21回     | ジョージ・ガラッチョ |
| セント・メアリー・ミードのゴシントン・ホールに大女優マリーナ・グレッグが引っ越してくる。ある日この邸宅でパーティーが開かれ、村民たちが招かれるが、村民の一人であるバドコック夫人が毒殺されてしまう。マープルはドリーとの会話からヒントを得つつ、ロンドン警視庁から派遣されてきたクラドック警部と共に真相を追求する。 ゲスト：クレア・ブルーム（女優マリーナ・グレッグ）、バリー・ニューマン（マリーナの夫で映画監督のジェイソン・ラッド）、ノーマン・ロッドウェイ（ギルクラ医師）、グウェン・ワトフォード（マープルの友人バントリー夫人）、エリザベス・ガーヴィー（ラッドの秘書エラ・ゼイリンスキー）、ジュディ・コーンウェル（被害者バドコック夫人）、クリストファー・グッド（ホウズ牧師）、ジョン・キャッスル（クラドック警部）、デヴィッド・ホロヴィッチ（スラック警視）、イアン・ブリンブル（レイク巡査部長）、T.R.ボーエン（甥レイモンド） |                                                         |                |            |                      |

## 製作

### 企画
アガサ・クリスティは生前、映画化された自分の作品にあまり満足していなかった。彼女の死後、遺産管理を担当した孫のマシュー・プリチャードによれば、彼女は「テレビにもあまり関心がなかった」そうである。イギリスのテレビ局LWTのプロデューサー、パット・サンディスは、1980年代初頭に『なぜエヴァンズに頼まなかったのか』と『七つの時計』を映画化するための綿密な計画をプリチャードとクリスティ財団に提案した。これらの作品は批評家からは関心を持たれなかったが、観客の人気を集め、多くの短編や『秘密機関』を含むトミーとタペンスシリーズ、その後の『アガサ・クリスティーの犯罪パートナー』シリーズの製作につながった。これらのシリーズの成功により、BBCはクリスティの最も有名な探偵の一人であるミス・マープルのシリーズを制作する許可を得たのだった。
BBCがミス・マープル全12作の映像化権を得たとき、すでにそのうち3作の権利が併存しており、それらは1988年末に期限切れとなる予定であった。『鏡は横にひび割れて』はすでにアンジェラ・ランズベリー主演で1980年に映画が公開されており、同じ制作会社がテレビ映画としてヘレン・ヘイズ主演で『カリブ海の秘密』と『魔術の殺人』を撮影中であった。したがって、BBCとの契約ではこの3作が最後にドラマ化されることとなった。

### キャスティング
ミス・マープルを演じたジョーン・ヒクソンは、このシリーズのほとんどの期間、自身も八十代であった。1980年、彼女は『なぜエヴァンズに頼まなかったのか』にリヴィントン夫人という脇役で出演していた。その数十年前には、マーガレット・ラザフォードがミス・マープルを演じた映画『ミス・マープル/夜行特急の殺人』に端役で出演している。ヒクソンは1946年に『死との約束』の舞台にも出演しており、それを観たクリスティはヒクソンに「いつか私の愛するミス・マープルを演じてほしい」という内容のメモを送っている。
ヒクソンは1989年の『カリブ海の秘密』以降、他の作品には出ないと誓っていたが、1991年と1992年の最後の2作で説得され、復帰することになった。

### 撮影
撮影は1983年からノーフォーク、デボン、オックスフォードシャー、バルバドスなどの地域で行われた。 ハンプシャー州のネザー・ワロップという町は、ミス・マープルの故郷であるセント・メアリー・ミード村のロケ地である。
『カリブ海の秘密』は、クリスティがバルバドスを訪れた際に宿泊し、小説の舞台のインスピレーションとなったバルバドスのコーラルリーフホテルで撮影された。

## 公開
シーズン1は、4つの小説を分割し、それぞれ約55分から60分の長さで全10話構成にし、1984年12月から1985年3月にかけて放送された。シーズン2は、さらに4つの小説をそれぞれ前後編として全8話に構成したが、最初の2つは1986年のクリスマスに100分の長編エピソードとして一挙放送された。残りの4冊は、1988年、1989年、1991年、1992年のクリスマス期間に120分の独立した長編エピソードとして放送された。最終的には何度も繰り返し放映され、全12話が長編として放送されたり、50～55分のエピソードに分割されて放送されたりした。
日本ではNHKで吹替版が放送されたが、そこには『書斎の死体』と『予告殺人』は含まれず、放送も部分的にカットされている。その後に発売されたDVD BOXでは、それらの欠損を埋めて全話ノーカットで収録されている。

## 作品の評価
第1-3話『書斎の死体』は批評家から熱狂的に支持された。タイムズ紙は「一度はまるとやめられなくなる」と評し、サン紙は「吸引力と真の気品がある」シリーズだと評した。第4,5話『動く指』について、デイリー・テレグラフは「ガイ・スレーターの作品は、再びジョーン・ヒクソンの素晴らしい演技を中心に構成されており、その色あせた青い瞳とオールドミス風の歯擦音の背後に、探偵の知性の歯車が活発に回転しているのが見える。この作品は、完璧なキャスト、美しい構成、愛情に満ちた撮影で構成されている」と評した。その後の作品の評価も同様に好意的であった。
イギリス放送通信博物館のアラン・マッキーは、このシリーズを1980年代に流行した「『遺産』製作の好例」と評している。「道徳的な基準における新しいヴィクトリアニズムと、イングランドの過去をクリーンに表現することが組み合わされている。ほとんどが過去の地方を舞台にしており、イギリスの建築物や田舎の邸宅が登場する。BBCの多くの番組がそうであるように、製作の価値も非の打ち所がなく、衣装、家、内装、車、ヘアスタイル、メイクなど、すべてが「豪華」と表現できるほどである。」
マッキーはさらに曰く、「このシリーズが「原作にできる限り忠実であること」を高く評価している。ミス・マープルは、映画シリーズ（『ミス・マープル/夜行特急の殺人』）のマーガレット・ラザフォードのように自ら悪人を追いかけたりせず、タイトルもセンセーショナルに改変されたりしていない。」
ヒクソン個人については、クリスティが描いたミス・マープルの「決定版」と評されることが多く、エリザベス2世がこのシリーズとヒクソンの演技のファンだったことから、この役はヒクソンが大英帝国勲章を授与した大きな要因となっている。